# Bernried (Deggendorf)
Bernried è un comune tedesco di 4 925 abitanti, situato nel land della Baviera.